# William Emerson Brock

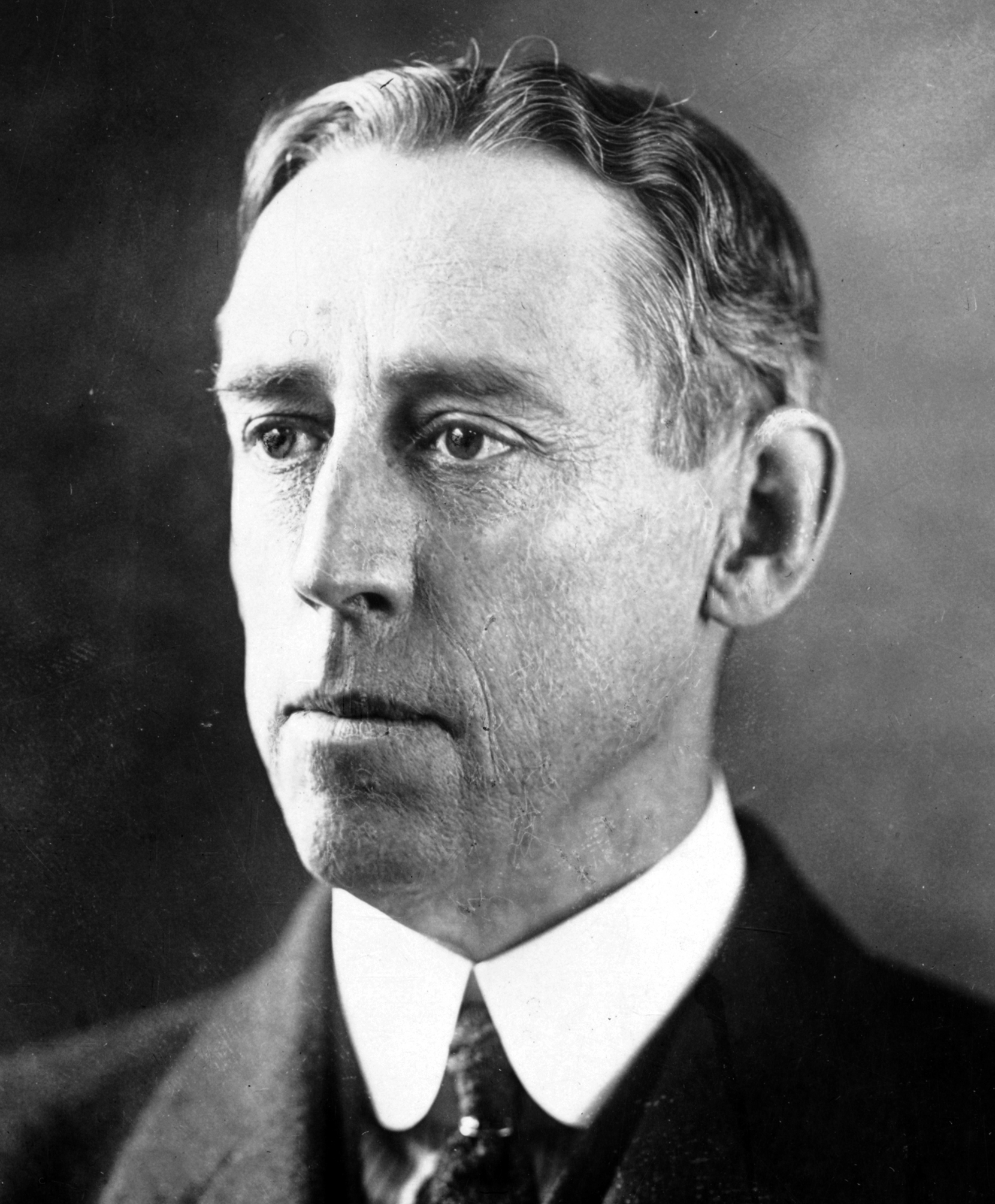
William Emerson Brock

William Emerson Brock (* 14. März 1872 bei Mocksville, Davie County, North Carolina; † 5. August 1950 in Chattanooga, Tennessee) war ein US-amerikanischer Politiker (Demokratische Partei), der den Bundesstaat Tennessee im US-Senat vertrat.
William Brock besuchte die öffentlichen Schulen in North Carolina und war bis zum Jahr 1894 zunächst in der Landwirtschaft tätig. Nach einem Umzug nach Winston-Salem wurde er dort kaufmännischer Angestellter in einem Gemischtwarenladen. Von 1896 bis 1901 war er als Tabakverkäufer beschäftigt. Im Jahr 1909 zog er nach Chattanooga, wo er sich sowohl in der Süßwarenproduktion als auch im Versicherungs- und im Bankgewerbe betätigte. Er wurde zudem Kurator der University of Chattanooga, des Emory and Henry College und des Martha Washington College.
Am 2. September 1929 wurde Brock von Tennessees Gouverneur Henry Hollis Horton zum US-Senator ernannt. Er trat in Washington, D.C. die Nachfolge des verstorbenen Lawrence Tyson an und kandidierte auch erfolgreich bei der Nachwahl um dieses Mandat am 4. November 1930, woraufhin er Tysons bis zum 3. März 1931 laufende Amtsperiode beenden konnte. Zur Wiederwahl trat er nicht an; sein Nachfolger wurde der spätere US-Außenminister Cordell Hull. Brock ging wieder seinen geschäftlichen Aktivitäten nach und starb am 5. August 1950 in Chattanooga.
Sein Enkel Bill Brock wurde ebenfalls Politiker. Er saß als Republikaner für Tennessee in beiden Kammern des Kongresses und amtierte unter Präsident Ronald Reagan als US-Arbeitsminister.